# 佐藤素子
佐藤 素子（さとう もとこ、1972年4月9日 - ）は、日本のプロウィンドサーファー。

## 略歴
1972年、福島県出身。明治大学政経学部入学と同時にウィンドサーフィンと出会い、体育同好会連合ボードセーリング部に入部する。卒業後もトッププロウィンドサーファーとして活躍し、日本選手権6連覇、ワールドカップ日本人初優勝などを果した。JPWA理事。世界のトッププロ・ウィンドサーファーとして、TVドキュメント情熱大陸などにも出演している。

## 外部サイト
- オフィシャルウェブサイト

| スタブアイコン | サブスタブ | この項目は、まだ閲覧者の調べものの参照としては役立たない、人物に関連した書きかけの項目です。この項目を加筆・訂正などしてくださる協力者を求めています（P:人物伝/PJ:人物伝）。 |